# حياة نائمة (رواية)
حياة نائمة؛ رواية جريمة، للكاتبة البريطانيّة روث ريندل، نشرت لأول مرة في عام 1978. وهي تتميز بمحققها الشهير ، المحقق المفتش ويكسفورد، وهي الرواية العاشرة في السلسلة.
وصلت رواية "حياة نائمة" إلى نهائيّات جائزة إدغار آلان بو لأفضل رواية لعام 1979. لقد كانت واحدة من روايتين للمفتش ويكسفورد تمّ إدراجهما في القائمة المختصرة لأيّ من جائزتي روايات الجريمة "الكبيرتين"، إدغار أو خنجر CWA الذهبي. تمّ ترشيح فيلم قسوة الغربان An Kindness of Ravens أيضًا في عام 1986.

## استقبال الرواية
في مراجعة مميزة بنجمة، كتبت مراجعات كيركس Kirkus Reviews، "عندما تكتب ريندل الجريمة من وجهة نظر إجراميّة، فهي جذابة ومخيفة. وعندما تكتب اكتشافًا مباشرًا من بطولة المفتّش الرّيفي ويكسفورد، فهي أفضل حتى.".